# SMS Saida
SMS Saida fu un esploratore (o incrociatore leggero) dell’imperiale e regia Marina austro-ungarica, entrata in servizio il 1º agosto 1914 come prima unità della classe Helgoland.
Battezzata in ricordo del bombardamento, sbarco e conquista della cittadella siriana di Sidone, nel 1840, l'unità fu alquanto attiva durante la prima guerra mondiale nell'ambito delle operazioni navali nel mare Adriatico, prendendo parte in particolare alla battaglia del Canale d'Otranto del maggio 1917; alla fine della guerra fu trasferita alla Regia Marina italiana quale riparazione per i danni di guerra, assumendo il nome di Venezia e rimanendo in servizio fino alla sua radiazione, avvenuta l'11 marzo 1937.

## Storia
Impostata nel Cantiere Navale Triestino di Monfalcone il 9 settembre 1911, l'unità fu varata il 26 ottobre 1912 con il nome di Saida; la nave, nella classificazione austro-ungarica identificata come Rapidkreuzer ("incrociatore veloce" in lingua tedesca), entrò poi in servizio il 1º agosto 1914, appena quattro giorni dopo la dichiarazione di guerra dell'Austria-Ungheria alla Serbia e il conseguente inizio della prima guerra mondiale.
Il Saida fu assegnato come nave ammiraglia alla Prima Flottiglia Torpediniere, composta dai sei moderni cacciatorpediniere della classe Tátra, dai sei più vecchi cacciatorpediniere della classe Huszár, da dieci torpediniere e da una nave deposito. Alla dichiarazione di guerra dell'Italia all'Austria-Ungheria il 23 maggio 1915, il Saida fu coinvolto nel piano messo in atto dalla marina austro-ungarica per una serie di attacchi contro le coste italiane affacciate sul mare Adriatico: la mattina del 24 maggio l'esploratore, accompagnato da quattro cacciatorpediniere, fu dispiegato in pattugliamento lungo la linea Pedaso-Porto Tajler per prevenire reazioni della flotta italiana, ma non ebbe alcun contatto con il nemico; il 17 agosto seguente invece il Saida, insieme al gemello SMS Helgoland e a quattro cacciatorpediniere, partecipò a una missione di bombardamento dell'isola di Pelagosa, da poco occupata dagli italiani.
Nel tardo 1915 l'esploratore fu trasferito nel basso Adriatico onde partecipare alle missioni di intercettazione del traffico navale degli Alleati tra l'Italia, il Montenegro e l'Albania: nella notte del 22 novembre il Saida insieme allo Helgoland e una squadriglia di torpediniere compì un'incursione lungo le coste albanesi intercettando e affondando due mercantili italiani, il piroscafo Palatino e il motoveliero Gallinara; l'unità tuttavia dimostrò una serie di cronici problemi al suo apparato motore che ne rendevano difficile l'impiego in azioni prolungate, e fu quindi ritirata dalle principali operazioni offensive lasciando queste incombenze ai suoi gemelli Helgoland e SMS Novara.
La notte tra il 14 e il 15 maggio 1917 i tre esploratori della classe Helgoland parteciparono ad una massiccia incursione contro lo sbarramento di Otranto, azione che diede vita alla cosiddetta battaglia del Canale d'Otranto: agendo singolarmente, le tre unità affondarono 14 drifters, ma sulla via del ritorno incapparono prima in una formazione costituita dall'esploratore italiano Carlo Mirabello e da tre cacciatorpediniere francesi, e poi in una seconda formazione con gli incrociatori leggeri britannici HMS Bristol e HMS Dartmouth scortati da cacciatorpediniere italiani e francesi. Nel corso di una lunga azione durata tutta la mattina i tre esploratori austro-ungarici riuscirono infine a disimpegnarsi e a rientrare a Cattaro, con il Saida che ricevette un colpo di grosso calibro a bordo che causò tre feriti tra l'equipaggio.
Dopo questa operazione il Saida non partecipò ad altre azioni contro il nemico fino alla fine delle ostilità. La nave fu presente a Cattaro durante gli eventi dell'ammutinamento del febbraio 1918, ma non riportò alcun danno. L'esploratore fu poi inserito nei piani austro-ungarici per una massiccia incursione contro il canale di Otranto da attuarsi per l'11 giugno, ma l'affondamento il giorno prima della nave da battaglia SMS Szent István fece abortire il piano prima che fosse attuato.
Conclusa la guerra, il Saida fu una delle unità della ex marina austro-ungarica ad essere consegnata all'Italia per effetto del Trattato di Saint-Germain-en-Laye, come riparazione dei danni di guerra. L'unità entrò in servizio con i nuovi proprietari il 5 luglio 1921, assumendo il nome di Venezia. La nave vide rimpiazzare il suo cannone antiaereo da 66 mm con un pezzo da 37 mm di fabbricazione italiana, ma per il resto servì nella sua configurazione originaria. Dal 1930 l'unità fu declassata a nave caserma di base prima a Genova e poi a La Spezia, per poi essere ritirata dal servizio nel settembre 1935 e infine venduta per la demolizione l'11 marzo 1937.